# ۴۳۷ (میلادی)
۴۳۷ (میلادی) چهارصد و سی و هفتمین سال تقویم میلادی است.

## درگذشتگان
‎